# Sekoma
Sekoma è un villaggio del Botswana situato nel distretto Meridionale, sottodistretto di Ngwaketse West. Il villaggio, secondo il censimento del 2011, conta 1.190 abitanti.

## Località
Nel territorio del villaggio sono presenti le seguenti 30 località:
- Boaparakhiba di 4 abitanti,
- Botlhobelatlhosi di 10 abitanti,
- Chesu di 3 abitanti,
- Dikabane di 22 abitanti,
- Gapodi di 5 abitanti,
- Kadoe di 3 abitanti,
- Kakwala/Boikhutso di 12 abitanti,
- Kandebe,
- Kgaphetse,
- Khunwane di 12 abitanti,
- Lerono di 8 abitanti,
- Lokotsane di 6 abitanti,
- Mabate di 11 abitanti,
- Makhaneng,
- Marungwane,
- Masitaoka/Mmatsalamme di 30 abitanti,
- Mathiba di 18 abitanti,
- Mmaditaolana di 5 abitanti,
- Mmalekokwane/Dipomponyaneng di 88 abitanti,
- Mmamotswai di 23 abitanti,
- Nakatsakgama,
- Natsalamane,
- Nokayakgokong di 20 abitanti,
- Pheyane,
- Ranyane,
- Sangwe di 25 abitanti,
- Seokangwane,
- Seolo di 19 abitanti,
- Tetesi di 2 abitanti,
- Tsengwa di 5 abitanti